# Auguste Demesmay
Philippe Auguste Demesmay (Pontarlier, 4 février 1805 - Pontarlier, 12 octobre 1853) fut député du Doubs sous la monarchie de Juillet, la Deuxième République et le Second Empire. Il fut également maire et sous-préfet de Pontarlier.

## Biographie
Il est le fils d'Étienne François Philippe Demesmay (1772-1853), notaire, et de Marie Marthe Colin. D'abord séduit par les idées de Charles Fourier, il s'adonne à des activités littéraires. Il se lance ensuite dans le commerce.
En 1842, il est élu député de Pontarlier, en remplacement du philosophe Théodore Jouffroy décédé. Il est réélu par la suite en 1846, 1848, 1849 et 1852. Cet orléaniste libéral s'est illustré comme un défenseur de la paysannerie et comme opposant farouche à l'impôt sur le sel (d'où son surnom de "député du sel").
Il est décédé le 12 octobre 1853 à Pontarlier.

## Œuvres
- Essais poétiques d'un jeune montagnard, 1828
- Les Solitudes (poésie), Librairie Levasseur, Palais royal, Paris, 1831
- Traditions populaires de la Franche-Comté, éditeur : les principaux libraires, 1838, 454 pages
- Du sel dans ses emplois agricoles, Dusacq, 1848, 32 pages
- Quand je te vois (poème 1788)

## Sources
- « Auguste Demesmay », dans Adolphe Robert et Gaston Cougny, Dictionnaire des parlementaires français, Edgar Bourloton, 1889-1891 [détail de l’édition]